# Jitka Landová
Jitka Landová (Jablonec nad Nisou, 20 de julio de 1990) es una deportista checa que compitió en biatlón.
Participó en los Juegos Olímpicos de Sochi 2014, obteniendo una medalla de bronce en la prueba de relevos 4 × 6 km. Ganó una medalla de plata en el Campeonato Europeo de Biatlón de 2013.

## Palmarés internacional
| Juegos Olímpicos   | Juegos Olímpicos  | Juegos Olímpicos  | Juegos Olímpicos |
| Año                | Lugar             | Medalla           | Prueba           |
| ------------------ | ----------------- | ----------------- | ---------------- |
| 2014               | Sochi (Rusia)     | Medalla de bronce | Relevo           |
| Campeonato Europeo |                   |                   |                  |
| Año                | Lugar             | Medalla           | Prueba           |
| 2013               | Bansko (Bulgaria) | Medalla de plata  | Relevo           |